# Todd County (Kentucky)
Todd County is een county in de Amerikaanse staat Kentucky.
De county heeft een landoppervlakte van 975 km² en telt 11.971 inwoners (volkstelling 2000). De hoofdplaats is Elkton. De grootste plaats in buurt is Nashville

## Bevolkingsontwikkeling

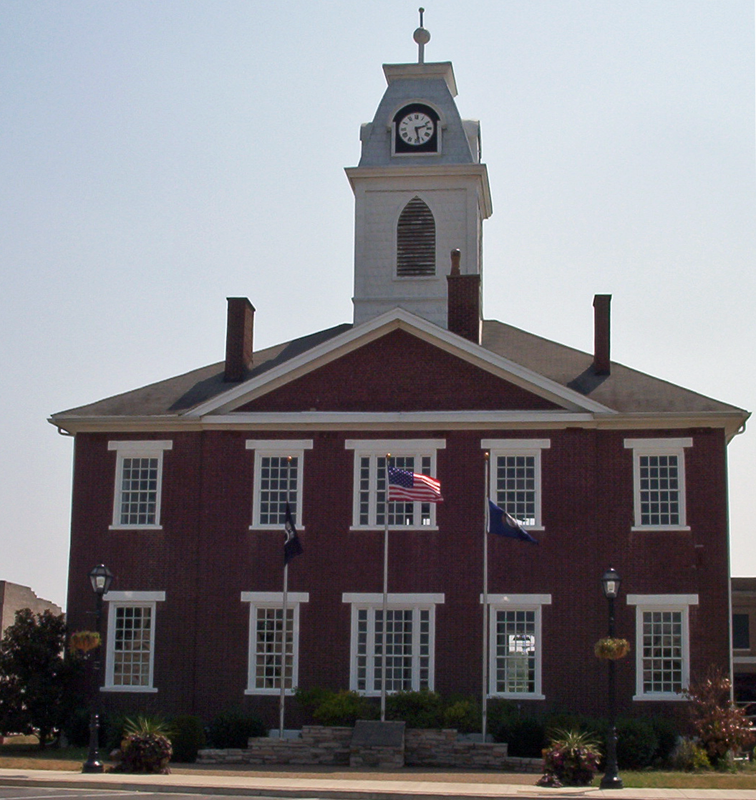
Todd County Courthouse